# Episodi di Dark Skies - Oscure presenze
La prima e unica stagione della serie televisiva Dark Skies - Oscure presenze, composta da 20 episodi, è andata in ondanegli Stati Uniti sul canale NBC dal 21 settembre 1996 al 31 maggio 1997.
| nº | Titolo originale       | Titolo italiano             | Prima TV USA      | Prima TV Italia |
| -- | ---------------------- | --------------------------- | ----------------- | --------------- |
| 1  | The Awakening - part 1 | Majestic 12 - prima parte   | 21 settembre 1996 |                 |
| 2  | The Awakening - part 2 | Majestic 12 - seconda parte | 21 settembre 1996 |                 |
| 3  | Moving Targets         | Il nemico è fra noi         | 28 settembre 1996 |                 |
| 4  | Mercury Rising         | Regressione ipnotica        | 19 ottobre 1996   |                 |
| 5  | Dark Days Night        | Messaggi subliminali        | 26 ottobre 1996   |                 |
| 6  | Dreamland              | La terra dei sogni          | 2 novembre 1996   |                 |
| 7  | Inhuman Nature         | Nascita inquietante         | 9 novembre 1996   |                 |
| 8  | Ancient Future         | Leggenda indiana            | 16 novembre 1996  |                 |
| 9  | Hostile Convergence    | Complotti                   | 7 dicembre 1996   |                 |
| 10 | We Shall Overcome      | Morte per la libertà        | 14 dicembre 1996  |                 |
| 11 | The Last Wave          | Inquinamento mortale        | 4 gennaio 1997    |                 |
| 12 | The Enemy Within       | Fratelli                    | 11 gennaio 1997   |                 |
| 13 | The Warren Omission    | Testimonianze               | 18 gennaio 1997   |                 |
| 14 | White Rabbit           | Vietnam                     | 1º febbraio 1997  |                 |
| 15 | Shades of Gray         | Contatto telepatico         | 8 febbraio 1997   |                 |
| 16 | Burn, Baby, Burn       | I tumulti di Watts          | 1º marzo 1997     |                 |
| 17 | Both Sides Now         | Una sporca guerra           | 8 marzo 1997      |                 |
| 18 | To Prey in Darkness    | Un film che scotta          | 15 marzo 1997     |                 |
| 19 | Strangers in the Night | Missione Aura-Zeta          | 24 maggio 1997    |                 |
| 20 | Bloodlines             | Linee di sangue             | 31maggio 1997     |                 |